# Liga Húngara de Basquetebol de 2021-22
A Temporada da Liga Húngara de Basquetebol de 2021-22, oficialmente BB1.hu Liga por razões de patrocinadores, foi a 91ª edição da competição de primeiro nível do basquetebol masculino na Hungria. A equipe do Falco KC Szombathely, na temporada anterior, conquistou seu quarto título nacional sendo o terceiro em sequência e dessa forma decide sua hegemonia. 

## Equipes participantes
Na temporada anterior, a equipe do Jászberényi KSE foi rebaixada após Playouts sendo substituída pelo campeão da segunda divisão Hübner Nyíregyháza BS.
| Clube                              | Cidade         | Arena                      | Capacidade |
| ---------------------------------- | -------------- | -------------------------- | ---------- |
| Alba Fehérvár                      | Székesfehérvár | Vodafone Sportcsarnok      | 2,400      |
| Atomerőmű SE Paks                  | Pécs           | ASE Sportcsarnok           | 1,200      |
| DEAC                               | Debrecen       | Oláh Gábor Sports Hall     | 1.000      |
| Falco-Volvo Alpok Autó Szombathely | Szombathely    | Arena Savaria              | 4,000      |
| Hübner Nyíregyháza BS              | Nyíregyháza    | Continental Arena          | 2.500      |
| Kaposvári KK                       | Kaposvár       | Városi Sportcsarnok        | 1,200      |
| KTE-Duna Aszfalt                   | Kecskemét      | Messzi István Sportcsarnok | 1,600      |
| Körmend                            | Körmend        | Városi Sportcsarnok        | 2,200      |
| OSE Lions                          | Oroszlanyi     |                            |            |
| Pécsi VSK-Pannonpower              | Pécs           | Lauber Dezső Sportcsarnok  | 1,983      |
| Sopron KC                          | Sopron         | MKB Aréna Sopron           | 1,316      |
| SZTE-Szedeák                       | Szeged         | Újszegedi Sportcsarnok     | 3,200      |
| Szolnoki Olaj                      | Szolnok        | Tiszaligeti Sportcsarnok   | 2,080      |
| Zalaegerszegi TE                   | Zalaegerszeg   | Városi Sportcsarnok        | 1.800      |

## Temporada regular

### Calendário Temporada Regular
| Casa\Visitante        | ALB     | ATO     | DEA    | SZM   | HUB    | KAP   | KTE    | KOR    | OSE   | PVS     | SOP    | SZE    | SZN   | ZAL    |
| --------------------- | ------- | ------- | ------ | ----- | ------ | ----- | ------ | ------ | ----- | ------- | ------ | ------ | ----- | ------ |
| Alba Fehérvár         |         | 73-85   | 80-90  | 66-98 | 93-78  | 96-92 | 91-93  | 77-76  | 85-82 | 103-68  | 80-83  | 90-81  | 81-88 | 103-93 |
| Atomerőmű SE Paks     | 104-106 |         | 80-74  | 65-82 | 82-73  | 64-81 | 76-80  | 106-87 | 73-82 | 89-66   | 82-83  | 84-90  | 67-90 | 72-80  |
| DEAC                  | 88-73   | 90-82   |        | 91-88 | 79-65  | 82-80 | 86-93  | 76-89  | 79-59 | 102-79  | 79-72  | 79-97  | 63-74 | 88-66  |
| Falco KC Szombathely  | 91-93   | 98-78   | 80-70  |       | 109-79 | 85-70 | 97-76  | 79-73  | 81-73 | 99-77   | 95-64  | 93-72  | 82-69 | 86-73  |
| Hübner Nyíregyháza BS | 105-79  | 83-74   | 62-89  | 77-90 |        | 90-82 | 75-77  | 95-94  | 92-81 | 104-110 | 81-88  | 86-81  | 84-92 | 76-78  |
| Kaposvári KK          | 92-81   | 74-90   | 96-91  | 61-67 | 86-78  |       | 77-61  | 87-61  | 63-68 | 82-75   | 67-76  | 90-77  | 75-80 | 72-65  |
| KTE-Duna Aszfalt      | 83-86   | 81-71   | 85-94  | 83-87 | 101-99 | 62-74 |        | 93-67  | 74-72 | 91-89   | 91-71  | 100-86 | 74-81 | 68-65  |
| Körmend               | 91-83   | 75-76   | 89-73  | 78-86 | 107-99 | 89-70 | 105-78 |        | 77-65 | 84-71   | 84-77  | 97-74  | 82-93 | 85-71  |
| OSE Lions             | 79-86   | 86-65   | 79-74  | 55-73 | 80-74  | 74-83 | 89-80  | 72-78  |       | 73-61   | 72-80  | 90-83  | 69-70 | 86-84  |
| Pécsi VSK-Pannonpower | 103-99  | 69-67   | 63-88  | 77-88 | 93-85  | 81-71 | 95-74  | 80-84  | 61-71 |         | 87-93  | 93-115 | 81-89 | 77-68  |
| Sopron KC             | 82-95   | 109-107 | 100-75 | 91-89 | 82-90  | 92-94 | 72-75  | 85-75  | 86-80 | 70-76   |        | 95-77  | 83-78 | 77-54  |
| SZTE-Szedeák          | 78-89   | 100-79  | 100-98 | 75-91 | 88-84  | 75-76 | 102-67 | 70-82  | 64-73 | 106-95  | 100-83 |        | 81-57 | 93-75  |
| Szolnoki Olaj         | 71-74   | 84-63   | 79-78  | 69-84 | 85-86  | 94-68 | 81-63  | 83-71  | 90-86 | 80-78   | 73-76  | 77-76  |       | 63-74  |
| Zalaegerszegi TE      | 73-83   | 88-87   | 91-67  | 95-96 | 84-85  | 80-77 | 77-68  | 80-84  | 89-85 | 65-78   | 85-84  | 73-85  | 77-78 |        |

## Playoff

#### Quartas de final
| Time 1                             | Série | Time 2                      | 1º Jogo  | 2º Jogo | 3º Jogo | 4º Jogo | 5º Jogo |
| ---------------------------------- | ----- | --------------------------- | -------- | ------- | ------- | ------- | ------- |
| Falco-Volvo Alpok Autó Szombathely | 3 - 1 | Naturtex-SZTE-Szedeák       | 105 - 86 | 74 - 80 | 96 - 74 | 87 - 79 | -       |
| Alba Fehérvár                      | 3 - 0 | Sopron KC                   | 91 - 90  | 87 - 72 | 92 - 85 | -       | -       |
| Szolnoki Olajbányász               | 1 - 3 | Duna Aszfalt-DTKH Kecskemét | 75 - 86  | 72 - 83 | 95 - 89 | 79 - 80 | -       |
| Egis Körmend                       | 3 - 1 | MVM-OSE Lions               | 74 - 90  | 91 - 86 | 84 - 71 | 86 - 72 | -       |

#### Semifinal
| Time 1                             | Série | Time 2        | 1º Jogo | 2º Jogo | 3º Jogo | 4º Jogo  | 5º Jogo |
| ---------------------------------- | ----- | ------------- | ------- | ------- | ------- | -------- | ------- |
| Falco-Volvo Alpok Autó Szombathely | 3 - 1 | Alba Fehérvár | 88 - 78 | 74 - 72 | 83 - 85 | 100 - 98 | -       |
| Duna Aszfalt-DTKH Kecskemét        | 2 - 3 | Egis Körmend  | 79 - 86 | 73 - 67 | 80 - 86 | 81 - 76  | 80 - 83 |

#### Decisão terceiro lugar
| Time 1        | Placar  | Time 2                      |
| ------------- | ------- | --------------------------- |
| Alba Fehérvár | 90 - 70 | Duna Aszfalt-DTKH Kecskemét |

#### Final
| Time 1                             | Série | Time 2       | 1º Jogo | 2º Jogo | 3º Jogo | 4º Jogo | 5º Jogo |
| ---------------------------------- | ----- | ------------ | ------- | ------- | ------- | ------- | ------- |
| Falco-Volvo Alpok Autó Szombathely | 3 - 2 | Egis Körmend | 86 - 76 | 68 - 69 | 78 - 81 | 77 - 62 | 99 - 70 |

### Premiação
| BB1.hu Liga 2021-22                            |
| Hungria                                        |
| ---------------------------------------------- |
| Falco-Volvo Alpok Autó Szombathely (4° título) |

## Clubes húngaros em competições europeias
Na atual temporada três agremiações húngaras participaram de competições internacionais conforme quadro abaixo. A equipe do SZTE-Szedeák que havia conquistado a medalha de bronze na Liga Húngara de 2020-21 entrou na fase classificatória da Copa Europeia da FIBA com chave disputada em Krasnoiarsk, venceu nas quartas de finais o TFT Skopje da Macedónia do Norte por 92-76 e no dia seguinte enfrentou os alemães do medi Bayreuth e deu adeus à competição na derrota por 77-84.
Os finalistas da temporada anterior, Szolnoki Olaj, tiveram o privilégio que entrar na fase de grupos da Copa Europeia da FIBA contra Légia Vársovia (Bulgária), Oradea (Romênia) e FC Porto (Portugal). No final terminaram na quarta colocação com apenas uma vitória sobre o FC Porto.
Os atuais bicampeões húngaros Falco KC Szombathely disputam nesta temporada sua terceira Liga dos Campeões da FIBA seguida. Disputando o Grupo D ao lado de AEK Atenas (Grécia), Nutribullet Treviso (Itália) e VEF Riga (Letónia) passou em primeiro lugar com 5 vitórias e apenas 1 derrota se classificando para a Ronda dos 16, onde mede forças com Lenovo Tenerife (Espanha), Strasbourg IG (França) e Rytas Vilnius (Lituânia). 
| Clube                | Competição        | Resultado                                                   |
| -------------------- | ----------------- | ----------------------------------------------------------- |
| Falco KC Szombathely | Liga dos Campeões | Eliminado - Ronda dos 16 como 4º colocado no Gr.L (1v - 5d) |
| SZTE-Szedeák         | Copa Europeia     | Eliminado - Fase classificatória para medi Bayreuth (77-84) |
| Szolnoki Olaj        | Copa Europeia     | Eliminado - Temporada regular como 4º no Gr.H com 1v-5d     |